# Tư trị thông giám cương mục
Tư trị thông giám cương mục (chữ Hán: 資治通鑑綱目), còn được gọi tắt là Thông giám cương mục hay Cương mục, là một sử liệu do Chu Hi khởi tác nhưng chưa kịp hoàn thành, về sau do một môn sinh của ông là Triệu Sư Uyên đã hoàn thành tại Thư viện Phàn Xuyên, với tổng cộng 59 tập. Toàn bộ nội dung tác phẩm dựa trên thể loại "cương mục", với phần nội dung ("cương") phỏng theo "Xuân Thu" và phần mục lục ("mục") phỏng theo "Tả truyện".

## Nội dung
"Tư trị thông giám cương mục" đã tạo ra một thể loại sử liệu mang phong cách "cương mục" mới, thực chất là một biến thể của phong cách biên niên. Vào thời nhà Minh, Nam Hiên và Thương Hạch lần lượt viết các phần "Tiền biên" và "Tục biên" bổ sung vào "Tư trị thông giám cương mục". Tuy nhiên, Thông giám cương mục không thu thập và khảo cứu các tài liệu gốc nên nó bị các học giả đánh giá giá trị lịch sử của nó không cao và chỉ có giá trị tham khảo.